# برمات نقره
برمات نقره (به انگلیسی: Silver bromate) با فرمول شیمیایی AgBrO3 یک ترکیب شیمیایی با شناسه پاب‌کم 9878022 است. که جرم مولی آن 235.770 g/mol می‌باشد. شکل ظاهری این ترکیب، پودر سفید دارای حساسیت نسبت به نور است.